# Jackson County (Ohio)
Jackson County ist ein County im Bundesstaat Ohio der Vereinigten Staaten. Der Verwaltungssitz (County Seat) ist Jackson.

## Geographie
Das County liegt im Süden von Ohio und hat eine Fläche von 1092 Quadratkilometern, wovon drei Quadratkilometer Wasserfläche sind. Es grenzt im Uhrzeigersinn an folgende Countys: Vinton County, Gallia County, Lawrence County, Scioto County, Pike County und Ross County.

## Geschichte
Jackson County wurde am 12. Januar 1816 aus Teilen des Athens-, Gallia-, Ross- und Scioto County gebildet. Benannt wurde es nach Andrew Jackson, dem ersten Gouverneur von Florida, General im Britisch-Amerikanischen Krieg von 1812 bis 1814 und siebten Präsidenten der Vereinigten Staaten.

## Demografische Daten

Alterspyramide des Jackson County

Nach der Volkszählung im Jahr 2000 lebten im Jackson County 32.641 Menschen. Davon wohnten 438 Personen in Sammelunterkünften, die anderen Einwohner lebten in 12.619 Haushalten und 9.136 Familien. Die Bevölkerungsdichte betrug 30 Einwohner pro Quadratkilometer. Ethnisch betrachtet setzte sich die Bevölkerung zusammen aus 97,89 Prozent Weißen, 0,59 Prozent Afroamerikanern, 0,34 Prozent amerikanischen Ureinwohnern, 0,17 Prozent Asiaten, 0,02 Prozent Bewohnern aus dem pazifischen Inselraum und 0,16 Prozent aus anderen ethnischen Gruppen; 0,82 Prozent stammten von zwei oder mehr Ethnien ab. 0,60 Prozent der Bevölkerung waren spanischer oder lateinamerikanischer Abstammung.
Von den 12.619 Haushalten hatten 34,5 Prozent Kinder und Jugendliche unter 18 Jahre, die bei ihnen lebten. 55,4 Prozent waren verheiratete, zusammenlebende Paare, 12,0 Prozent waren allein erziehende Mütter, 27,6 Prozent waren keine Familien, 24,0 Prozent waren Singlehaushalte und in 10,5 Prozent lebten Menschen im Alter von 65 Jahren oder darüber. Die Durchschnittshaushaltsgröße betrug 2,55 und die durchschnittliche Familiengröße lag bei 3,00 Personen.
Auf das gesamte County bezogen setzte sich die Bevölkerung zusammen aus 26,0 Prozent Einwohnern unter 18 Jahren, 8,7 Prozent zwischen 18 und 24 Jahren, 28,7 Prozent zwischen 25 und 44 Jahren, 23,0 Prozent zwischen 45 und 64 Jahren und 13,6 Prozent waren 65 Jahre alt oder darüber. Das Durchschnittsalter betrug 36 Jahre. Auf 100 weibliche Personen kamen 93,2 männliche Personen. Auf 100 Frauen im Alter von 18 Jahren oder darüber kamen statistisch 89,9 Männer.
Das jährliche Durchschnittseinkommen eines Haushalts betrug 30.661 USD, das Durchschnittseinkommen der Familien betrug 36.022 USD. Männer hatten ein Durchschnittseinkommen von 30.651 USD, Frauen 21.546 USD. Das Prokopfeinkommen betrug 14.789 USD. 13,6 Prozent der Familien und 16,5 Prozent der Bevölkerung lebten unterhalb der Armutsgrenze. Davon waren 20,3 Prozent Kinder oder Jugendliche unter 18 Jahre und 16,1 Prozent waren Menschen über 65 Jahre.